# Баюви-Дупки — Джинджирица
Баюви-Дупки — Джинджирица (болг. Баюви дупки–Джинджирица) — заповедник в национальном парке Пирин в юго-западной Болгарии. Находится в общине Разлог Благоевградской области. Баюви-Дупки — Джинджирица — один из старейших заповедников в стране — образован в 1934 году для охраны лесов, состоящих из румелийской и боснийской сосны (обе сосны — балканские эндемики). Его территория была расширена в 1976 и 1980 годах и охватывает площадь 2873 га (28,73 км²). В 1977 году охраняемая природная территория была провозглашена биосферным заповедником ЮНЕСКО.

## География
Заповедник находится на высоте между 1200 и 2907 м. В геологическом отношении преобладают протерозойские мраморы и сформирован карстовый рельеф с многочисленными пещерами.

## Флора
Флора состоит из около 500 видов сосудистых растений. Среди растений 16 видов являются местными эндемиками, а 42 — региональными. Произрастает 46 видов растений, которые включены в Красную книгу Болгарии. Среди редких и эндемичных сосудистых растений — горечавка жёлтая, родиола розовая, эдельвейс альпийский и другие.
Около 60 % заповедника охвачено лесами, состоящими в основном из румелийской и боснийской сосны. К другим видам деревьев относятся сосна обыкновенная, сосна чёрная, ель европейская, пихта белая. Средний возраст леса — более 150 лет, возраст некоторых деревьев достигает более 500 лет. Некоторым участкам леса Малка Джинджирица от 500 до 550 лет. Отдельные румелийские сосны достигают высоты более 45 м и диаметра более 2 м; некоторые деревья имеют возраст более 1000 лет.
Наиболее высокие участки заповедника покрыты карликовой горной сосной, достигающей возраста 100 лет. Высота этих кустов от 1,5 до 2 м, но достигает и 3 м в отдельных районах.

## Фауна
Серна является типичным представителем фауны и одним из символов заповедника. Другие важные охраняемые виды включают бурого медведя, волка, куницу лесную, куницу каменную, лисицу, косулю европейскую, дикую свинью, белку обыкновенную, глухаря, беркута, рябчика, дятла трёхпалого, кедровку. Типичными представителями рептилий и земноводных являются гадюка обыкновенная, эскулапов полоз, живородящая ящерица и травяная лягушка.